# Salvatore Principato
Salvatore Principato (Piazza Armerina, 29 aprile 1892 – Milano, 10 agosto 1944) è stato un antifascista italiano, militante socialista appartenente a Giustizia e Libertà con lo pseudonimo di "Socrate"; fu il più anziano dei 15 antifascisti trucidati nella Strage di Piazzale Loreto da militi fascisti della "Muti".

## Biografia

### La giovinezza in Sicilia e il trasferimento a Vimercate
Nato a Piazza Armerina, vi frequenta prima la scuola tecnica, poi la scuola normale (magistrale) e consegue il diploma di maestro nel 1912. Nella città natale entra in contatto giovanissimo con le idee socialiste. I libri di Napoleone Colajanni vengono stampati nella tipografia Pansini di Piazza Armerina, città che, dal 1903 accoglie come vescovo Mario Sturzo, fratello di Luigi Sturzo.
Nel 1911 è coinvolto in una protesta popolare contro il monopolio di una locale impresa di trasporti, terminata con l'incendio di alcune carrozze. Viene processato e assolto poiché la popolazione testimonia a favore dei giovani organizzatori della protesta.
Nel 1913 si trasferisce a Vimercate vicino a Milano con l'idea di conoscere i dirigenti socialisti e dove comincia a insegnare nelle scuole elementari.

### La guerra, il rientro e il matrimonio
Contrario all'entrata in guerra dell'Italia nel primo conflitto mondiale, viene chiamato alle armi e partecipa come soldato semplice del 247º reggimento di fanteria a tre campagne. Nella battaglia del Vodice nel 1917 ottiene una medaglia d'argento al valor militare per avere preso 15 prigionieri austriaci, salvando loro la vita e conquistandosi la gratitudine dei soldati austriaci, uno dei quali gli dona la baionetta e un orologio da tasca che Salvatore porterà con sé per tutta la vita. La stessa azione gli vale la promozione sul campo a caporale.
Finita la guerra torna a insegnare nelle scuole elementari dove conosce la figlia di un farmacista, Marcella Chiorri, che sposerà nel 1923 e con la quale condividerà gli ideali socialisti. Nel 1924 nasce Concettina, loro unica figlia.
Intanto a Milano i coniugi Principato frequentano il gruppo di Filippo Turati e Anna Kuliscioff.

### L'attività in Giustizia e Libertà e la partecipazione alla Resistenza
Dopo l'uccisione di Giacomo Matteotti Principato entra in Giustizia e Libertà con lo pseudonimo di "Socrate" e, in contatto con Carlo Rosselli e con Rodolfo Morandi tra gli altri, inizia la sua attività antifascista clandestina. Si occupa in particolare della stampa clandestina socialista.
Nel 1931 è tra gli organizzatori della fuga di Giuseppe Faravelli, capo di Giustizia e Libertà a Milano, in Svizzera, quindi in Francia. Arrestato il 19 marzo 1933 durante un'azione di repressione dell'attività di GL, viene deferito al Tribunale Speciale di Roma. Rimane in prigione tre mesi, quindi scagionato e viene reintegrato nell'insegnamento, ma non in quello serale, destinato ad adulti soprattutto operai, per non essere iscritto al Partito Nazionale Fascista e all'Associazione Fascista della Scuola. Da allora diventa un sorvegliato speciale.
Nel 1942 è con Roberto Veratti tra i fondatori del Movimento di Unità Proletaria, poi diventa uno dei punti di riferimento del Partito Socialista di Unità Proletaria. Entra a fare parte della 33ª brigata Matteotti e fa parte del secondo e del terzo comitato antifascista di Porta Venezia e del Comitato di Liberazione Nazionale della Scuola.

### L'arresto
Durante l'occupazione nazista di Milano fonda con un amico una piccola officina meccanica, (F.I.A.M.M.A., Fabbrica Insegne Arredi Mobili Metallo Affini), che fa da schermo all'attività di tipografia clandestina.
Qui, probabilmente a causa della delazione di un giovane operaio, venne arrestato dalle S.S. l'8 luglio 1944 e subito portato nel carcere di Monza.
Qui viene torturato dalla polizia nazi-fascista, che gli frattura il braccio sinistro. Trasferito un mese dopo nel carcere milanese di San Vittore, viene rinchiuso con Eraldo Soncini e Renzo Del Riccio.

### La fucilazione in Piazzale Loreto

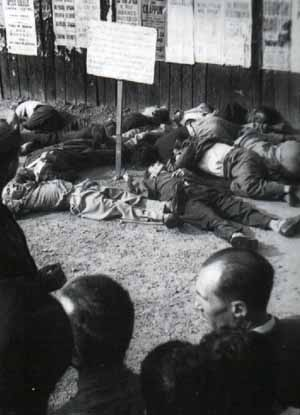
I corpi accatastati nel piazzale. Il cartello ne dava la definizione di «assassini».

L'8 agosto un ordigno fa esplodere un autocarro tedesco e uccide sei passanti. Come rappresaglia il 10 agosto 1944, senza processo, per ordine del comando nazista viene fucilato insieme ad altri 14 partigiani in piazzale Loreto da un plotone di italiani appartenenti al gruppo Oberdan della Legione Autonoma Mobile Ettore Muti della RSI.
Tutti i condannati a morte rifiutarono di voltarsi e furono crivellati di colpi al petto, alla testa, alle gambe. I corpi vennero lasciati nel piazzale fino alla sera come monito. Salvatore, 52 anni, era il più anziano dei quindici martiri.
Il capitano delle S.S. Theo Saevecke, responsabile della decisione, venne condannato all'ergastolo dal tribunale militare di Torino nel 1999 e morì nel 2004.
La figlia Concettina e la moglie Marcella ne proseguirono l'attività partigiana.

### Memoria e toponomastica
Il 26 maggio 1945 il comune di Vimercate sostituì il nome di via del Littorio in via Salvatore Principato.
Il 10 agosto 1946 a Milano, in viale Gran Sasso 5, dove Salvatore aveva abitato dal settembre 1924, venne inaugurata una lapide in sua memoria.
Fu tra le prime lapidi collocate a Milano in memoria della Resistenza. Nella stessa giornata la città natale di Piazza Armerina gli intitolò la strada parallela alla via Giacomo Matteotti.
Il 25 aprile 1947 venne inaugurato un busto dello scultore Alfeo Bedeschi, nell'atrio della scuola elementare «Leonardo da Vinci» di Milano.
Il 25 aprile 2010 il Comune di Piazza Armerina ha inaugurato una mostra dedicata a Salvatore Principato che è stata ospitata il 25 aprile 2012 a Milano nella Loggia dei Mercanti a cura del Comune di Milano e il 25 aprile 2013 al Museo del Territorio di Vimercate.